# Olmeneta
Olmeneta (lombardul: Urmenida) település Olaszországban, Lombardia régióban, Cremona megyében. Lakosainak száma 909 fő (2023. január 1.). Olmeneta Casalbuttano ed Uniti, Corte de’ Cortesi con Cignone, Robecco d’Oglio, Castelverde és Pozzaglio ed Uniti községekkel határos.

## Népesség
A település lakossága az elmúlt években az alábbi módon változott:
| Lakosok száma | 972  | 946  | 952  | 909  |
|               | 2013 | 2017 | 2018 | 2023 |